# Xavier Dorfman
Xavier Elle Dorfman (Saint-Martin-d'Hères, 12 de mayo de 1973) es un deportista francés que compitió en remo. Su esposa, Bénédicte Luzuy, compitió en el mismo deporte.
Participó en dos Juegos Olímpicos de Verano, obteniendo una medalla de oro en Sídney 2000, en la prueba de cuatro sin timonel ligero, y el séptimo lugar en Atlanta 1996, en la misma prueba.
Ganó seis medallas en el Campeonato Mundial de Remo entre los años 1995 y 2001.

## Palmarés internacional
| Juegos Olímpicos   | Juegos Olímpicos        | Juegos Olímpicos  | Juegos Olímpicos          |
| Año                | Lugar                   | Medalla           | Prueba                    |
| ------------------ | ----------------------- | ----------------- | ------------------------- |
| 2000               | Sídney (Australia)      | Medalla de oro    | Cuatro sin timonel ligero |
| Campeonato Mundial |                         |                   |                           |
| Año                | Lugar                   | Medalla           | Prueba                    |
| 1995               | Tampere (Finlandia)     | Medalla de plata  | Dos sin timonel ligero    |
| 1997               | Aiguebelette (Francia)  | Medalla de plata  | Cuatro sin timonel ligero |
| 1998               | Colonia (Alemania)      | Medalla de plata  | Cuatro sin timonel ligero |
| 1999               | St. Catharines (Canadá) | Medalla de bronce | Cuatro sin timonel ligero |
| 2001               | Lucerna (Suiza)         | Medalla de oro    | Ocho con timonel ligero   |
| 2001               | Lucerna (Suiza)         | Medalla de bronce | Cuatro sin timonel ligero |